# Jugyo-myeon
Jugyo-myeon (koreanska: 주교면) är en socken i Sydkorea.  Den ligger i kommunen Boryeong i provinsen Södra Chungcheong, i den centrala delen av landet, 140 km söder om huvudstaden Seoul.